# 古庄店镇
古庄店镇，原为古庄店乡，是中华人民共和国河南省南阳市方城县下辖的一个乡镇级行政单位。2018年撤乡设镇。区划代码改为411322113 。

## 行政区划
古庄店镇下辖以下地区：
古庄店村、马庄村、库庄村、僧官庄村、贾庄村、汉岗村、草店村、郭老庄村、前王庄村、腰庄村、马坪村、山库庄村、杜冲村、黑河村、老安庄村、董春村、红庙村、苏庄村、刘庄村、双庙村、官庄村、荆庄村、老元庄村、仓里村、西郭庄村、冯庄村、地方庄村、余林村、金汤寨村、陶岗村、高庄村、史桥村、郭桥村、关洼村、杨庄村、陈洼村、核桃园村、歇马店村、薛庄村、小郭庄村、古屯村和金汤南村。